# 정주리 (영화 감독)

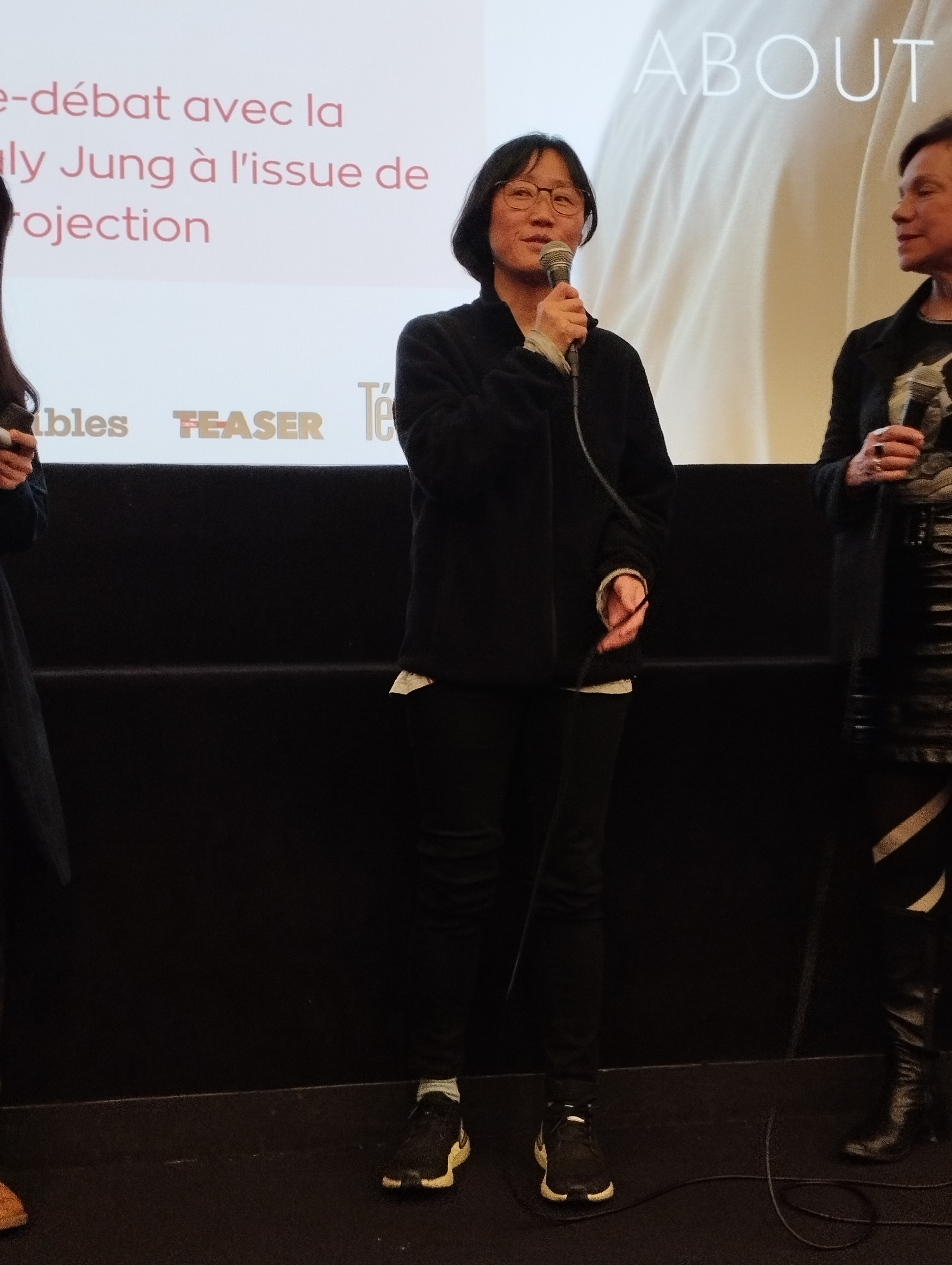

정주리(영어: July Jung, 1980년 ~ )는 대한민국의 영화 감독이다.

## 학력
- ~ 2005	성균관대학교 영상학과 졸업
- ~ 2010	한국예술종합학교 예술전문사과정 영화과 석사

## 작품 활동
| 연도 | 영화                        | 감독 | 각본 | 그 외 | 비고                          |
| ---- | --------------------------- | ---- | ---- | ----- | ----------------------------- |
| 2006 | 바람은 소망하는 곳으로 분다 | 예   | 예   | 예    | 단편 영화. 편집과 미술도 담당 |
| 2007 | 영향 아래 있는 남자         | 예   | 예   |       | 단편 영화                     |
| 2008 | 11                          | 예   | 예   |       | 단편 영화                     |
| 2008 | 갑시다                      |      |      | 예    | 단편 영화. 조감독             |
| 2009 | 마음                        |      |      | 예    | 단편 영화. 조감독             |
| 2013 | 도희야                      | 예   | 예   |       | 장편 데뷔작                   |
| 2022 | 다음 소희                   | 예   | 예   |       |                               |
| 미정 | 도라                        | 예   | 예   |       |                               |

## 수상 내역
| 연도 | 상                         | 부문                | 작품                |
| ---- | -------------------------- | ------------------- | ------------------- |
| 2007 | 제21회 부산국제영화제      | 선재상              | 영향 아래 있는 남자 |
| 2014 | 제23회 부일영화상          | 신인감독상          | 도희야              |
| 2014 | 제25회 스톡홀름국제영화제  | 신인감독상          | 도희야              |
| 2014 | 제15회 올해의 여성영화인상 | 연출,시나리오 부문  | 도희야              |
| 2015 | 제2회 들꽃영화상           | 시나리오상          | 도희야              |
| 2015 | 제51회 백상예술대상        | 영화부문 신인감독상 | 도희야              |
| 2015 | 제35회 황금촬영상          | 신인감독상          | 도희야              |
| 2023 | 제59회 백상예술대상        | 영화 부문 각본상    | 다음 소희           |
| 2023 | 제32회 부일영화상          | 최우수감독상        | 다음 소희           |
| 2023 | 제44회 청룡영화상          | 각본상              | 다음 소희           |